# ABC News

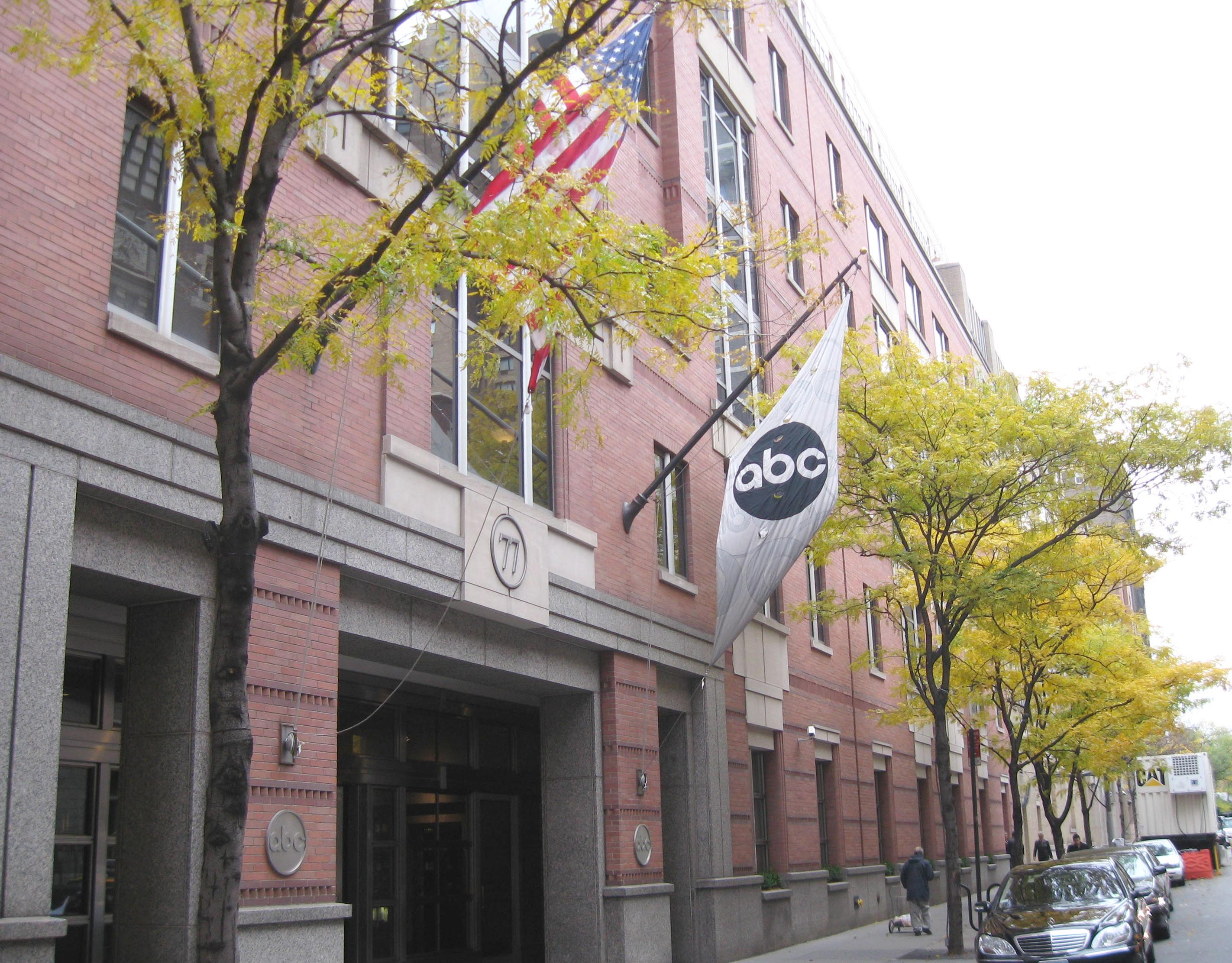
ABC 77 W66

ABC News ist der Nachrichten-Geschäftsbereich des US-amerikanischen Fernseh- und Hörfunk-Networks American Broadcasting Company (ABC).

## Struktur
Die Sendungen von ABC News werden in New York City an der 66th Street produziert. Die Abteilung wird von Kimberly Godwin geleitet. Die Hauptabendnachrichten heißen ABC World News Tonight und werden von David Muir moderiert. Die Erstausstrahlung der Nachrichtensendung war am 15. Juni 1945. Weitere bekannte Formate von ABC News sind das Morgenmagazin Good Morning America und die Spätnachrichtensendung Nightline.

## Geschichte

### 20. Jahrhundert
ABC begann 1943 als NBC Blue Network, ein Radionetzwerk, das von NBC abgespalten wurde, wie von der Federal Communications Commission (FCC) im Jahr 1942 angeordnet. Der Grund für den Befehl bestand darin, den Wettbewerb im Rundfunk in den Vereinigten Staaten, insbesondere im Nachrichten- und politischen Rundfunk, auszuweiten und die prognostizierten Standpunkte zu erweitern. Nur wenige Unternehmen, wie NBC und CBS, dominierten den Radiomarkt. NBC führte die Aufteilung freiwillig durch.
Regelmäßige Fernsehnachrichtensendungen auf ABC begannen kurz nachdem das Netzwerk im August 1948 bei seinem ursprünglichen eigenen und betriebenen Fernsehsender (WJZ-TV, jetzt WABC-TV) und seinem Produktionszentrum in New York City unterschrieben hatte. Die Sendungen wurden fortgesetzt, da das ABC-Netzwerk landesweit expandierte. Bis in die frühen 1970er Jahre belegten ABC News-Programme und ABC im Allgemeinen konsequent den dritten Platz bei der Zuschauerzahl hinter CBS- und NBC-Nachrichtenprogrammen. ABC hatte weniger Affiliate-Sender und eine schwächere Hauptsendezeit, um den Nachrichtenbetrieb des Netzwerks zu unterstützen, verglichen mit den beiden größeren Netzwerken, von denen jedes seinen Radionachrichtenbetrieb in den 1930er Jahren etabliert hatte.

### Roone Arledge
In den 1970er Jahren hat sich das Netzwerk effektiv umgedreht, wobei seine Hauptsendezeits-Programme substanziellere Bewertungen erzielten und insgesamt höhere Werbeeinnahmen und Gewinne für ABC erzielten. Mit der Ernennung des Präsidenten von ABC Sports, Roone Arledge, zum Präsidenten von ABC News im Jahr 1977, investierte ABC die Ressourcen, um es zu einer bedeutenden Quelle für Nachrichteninhalte zu machen. Arledge, der bekannt dafür ist mit dem Broadcast zu experimentieren, schuf viele der beliebtesten und nachhaltigsten Programme von ABC News, darunter 20/20, World News Tonight, This Week, Nightline und Primetime Live. Der langjährige Slogan von ABC News: „Mehr Amerikaner erhalten ihre Nachrichten von ABC News als von jeder anderen Quelle“. (eingeführt in den späten 1980er Jahren), war eine Behauptung, die sich auf die Anzahl der Menschen bezog, die ABC News-Inhalte im Fernsehen, im Radio und (schließlich) im Internet ansehen, hören und lesen, und nicht unbedingt auf die Fernsehsendungen allein.
Im Juni 1998 verkauften ABC News (das einen Anteil von 80 % an dem Dienst besaß), Nine Network und ITN ihre jeweiligen Anteile an Worldwide Television News an die Associated Press. Darüber hinaus unterzeichnete ABC News einen mehrjährigen Content-Vertrag mit AP für seinen Affiliate-Videodienst, Associated Press Television News (APTV), während es Material von ABCs Nachrichtenvideodienst ABC News One an APTV lieferte.

## Marilyn Monroe Skandal (1985)
Der Skandal brach 1985 wegen einer Entscheidung von Arledge, dem Präsidenten von ABC News and Sports, aus, einen 13-minütigen Bericht über Marilyn Monroe nicht ausstrahlen zu lassen, möglicherweise aufgrund seiner engen Beziehungen zu Ethel Kennedy. 20/20 zog Kritik von den Co-Moderatoren des Programms, Hugh Downs und Barbara Walters, und dem ausführenden Produzenten Av Westin auf sich. Arledge sagte, dass er das Stück zurückgehalten habe, weil es „Klatsch-Spalten-Zeug“ war und „der Abrechnung nicht gerecht wird“. Downs hatte jedoch Einspruch mit Arledges Urteil. „Ich bin verärgert über die Art und Weise, wie es gehandhabt wurde“, sagte er in einem Interview. „Ich glaube ehrlich, dass dies sorgfältiger dokumentiert ist als alles, was jedes Netzwerk während Watergate getan hat. Ich bedauere die Tatsache, dass sich die Entscheidung schlecht auf Menschen auswirkt, die ich respektiere, und dass sie sich schlecht auf mich und die Sendung auswirkt.“ Darüber hinaus sagte Westin: „Ich erwarte nicht, dass es ausgestrahlt wird. Der Journalismus ist solide. Alles da drin hat zwei Quellen. Wir dokumentieren, dass es eine Beziehung zwischen Bobby und Marilyn und Jack und Marilyn gab. Eine Vielzahl von Augenzeugen bestätigen dies vor der Kamera.“ Zwei weitere Aspekte des nicht ausgestrahlten Berichts, so ein ABC-Mitarbeiter, der ihn gesehen hat, sind Augenzeugenberichte über Abhören von Monroes Haus durch Jimmy Hoffa, den Teamleiter, die Treffen zwischen ihr und den Kennedy-Brüdern enthüllen und Berichte über einen Besuch von Robert F. Kennedy bei Monroe am Tag ihres Todes. Fred Otash, ein Detektiv, der sagte, er sei der Chef-Abhörer, wird vor der Kamera interviewt, und ABC-Mitarbeiter sagten, dass drei andere währenddessen seinen Bericht bestätigt haben. Darüber hinaus sagen mehrere Personen, die nicht im Bericht sind, vor der Kamera, dass Monroe Tagebücher mit Hinweisen auf Treffen mit den Kennedy-Brüdern geführt hat, so ein Mitarbeiter, der den Bericht gesehen hat. „Es sollte ein Stück sein, das zeigen würde, dass aufgrund der angeblichen Beziehungen zwischen Robert Kennedy und John F. Kennedy und Monroe die Präsidentschaft kompromittiert wurde, weil das organisierte Verbrechen beteiligt war“, sagte er. „Basierend auf dem, was bisher aufgedeckt wurde, gab es keine Beweise.“ Arledges Entscheidung, die Sendung nicht auszustrahlen, führte zur späteren Entscheidung von Geraldo Rivera, ABC vollständig zu verlassen. Rivera war ein 20/20-Korrespondent, arbeitete aber nicht an dieser Geschichte. Er hatte die Entscheidung von Arledge öffentlich kritisiert. Arledge, ein Verteidiger von Rivera, sagte, er denke, die Geschichte brauche mehr Arbeit. Die Geschichte untersuchte angebliche Affären zwischen der Schauspielerin Marilyn Monroe, Präsident John F. Kennedy und seinem Bruder Robert F. Kennedy.

### 21. Jahrhundert
Am 7. August 2014 kündigte ABC an, dass es seine Radionetzwerksparte ABC Radio am 1. Januar 2015 neu starten würde. Die Änderung erfolgte nach der Ankündigung, dass Cumulus seinen ABC News-Radiodienst durch Westwood One News (über CNN) ersetzen würde. Am 20. September 2019 wurde ABC Radio in ABC Audio umbenannt, da sich das Netzwerk entwickelt hat, um ein Podcast-Portfolio und andere Formen von On-Demand- und linearen Inhalten anzubieten.
Im April 2018 wurde bekannt gegeben, dass FiveThirtyEight von ESPN, Inc., mehrheitlich im Besitz der Walt Disney Company, an ABC News übertragen werden würde. Am 10. September 2018 startete ABC News einen zweiten Versuch, seine Marke Good Morning America mit GMA3: What U Need To Know bis in den Nachmittag zu erweitern. Im Mai 2019 wurde ABC News Live, ein nachrichtenorientierter Streaming-Kanal, auf Roku gestartet. Nach einer Reorganisation der Muttergesellschaft von ABC, der Walt Disney Company, die im März 2018 das Segment Walt Disney Direct-to-Consumer and International gründete, wurden ABC News Digital und Live Streaming, einschließlich ABC News Live und FiveThirtyEight, in das neue Segment übertragen.
In einer Simmons-Research-Umfrage vom Oktober 2018 unter 38 Nachrichtenorganisationen wurde ABC News von den Amerikanern als die zweitvertrauenswürdigste Nachrichtenorganisation eingestuft, hinter dem Wall Street Journal.

## Programm

### Aktuell ausgestrahlte ABC News Programme
- ABC World News Tonight (1978–heute)
- 20/20 (1978–heute)
- America This Morning (1982–heute)
- Good Morning America (1975–heute)
- Good Morning America Weekend (1993–heute)
- GMA3: What You Need To Know (2018–heute)
- Nightline (1980–heute)
- This Week (1981–heute)
- World News Now (1992–heute)

### Ehemalige ABC News Programme

#### Nachrichtensendungen
- After the Deadlines (1951–1952)
- Issues and Answers (1969–1981)
- ABC News Weekend Report (1970er–1991)
- AM America (1975)
- Business World (1987–1990)
- Good Afternoon America (2012)
- The Health Show (1987–89)
- Turning Point (1994–1999)

#### Nachrichtenmagazine
- Open Hearing (1957–1958)
- Our World (1986–1987)
- 20/20 Downtown (1999–2001)
- Closeup
- Day One (1993–1995)
- Our World (1986–1987)
- Primetime (1989–2012)
- Primetime Thursday (2000–2002)
- Turning Point (1994–1999)
- I-Caught (2007)

#### Talk Shows
- College News Conference (1952–1960)
- Answers for Americans (1953–1954)
- Issues and Answers (1960–1981)

#### Digitale Programme
- The Debrief (2018–2019)
- The Briefing Room (2018–2019)
- 10% Happier (Videoprogramm des 10% Happier Podcasts) (2015–2017)
- Real Biz with Rebecca Jarvis (2014–2017)

### Andere Programme
- Discovery (1962–1963)
- Make a Wish (1971–1976)
- Animals, Animals, Animals (1976–1981)
- Biography (1987–2005)
- Peter Jennings Reporting (1990–2005)
- Intimate Portrait (1994–2005) (co-production with Gay Rosenthal Productions)
- The Century: America’s Time (1999)
- ABC 2000 Today (1999–2000)
- Medical Mysteries (2006–2008)
- NASCAR in Primetime (2007)
- What Would You Do? (ehemals Primetime: What Would You Do?) (2008–2020)
- Popcorn with Peter Traves (2009–heute)
- The Generic Detective (2020)
- The Con (2020–heute) (Ko-Produktion mit The Intellectual Property Corporation)
- Wild Crimes (2021)
- City of Angels | City of Death (2021) (Ko-Produktion mit Highway 41 Productions)
- Let the World See (2022)
- Have You Seen This Man? (2022)
- Keeper of the Ashes: The Oklahoma Girl Scout Murders (2022)
- Mormon No More (2022)
- The Murders Before the Marathon (2022) (Ko-Produktion mit Anonymous Content and Story Syndicate)
- Where Is Private Dulaney? (2022–heute) (Ko-Produktion mit Show of Force and Versus Pictures)
- Death in the Dorms (2023)
- Web of Death (2023)

## Andere Sendungen

### ABC News Radio
ABC News Radio ist der Radiodienst von ABC Audio, einer Abteilung von ABC News. Früher bekannt als ABC Radio News, liefert ABC News Radio über Skyview Networks mit Nachrichtensendungen rund um die Uhr an seine Partner. ABC News Radio ist die größte kommerzielle Radionachrichtenorganisation in den USA.

### ABCNews.com
ABCNews.com ist ein am 15. Mai 1997 von ABC News Internet Ventures gestarteter Joint Venture zwischen Starwave und ABC, das im April 1997 gegründet wurde. Starwave besaß und betrieb ESPNet SportsZone (später bekannt als ESPN.com), die die Marke ESPN und Videoclips von ABCs Unternehmensschwester ESPN Inc. lizenzierte. Disney wollte mehr Kontrolle über ihre produzierten Programme, was bedeutete, dass ABCNews.com als Joint Venture mit ABC News mit redaktioneller Kontrolle betrieben wurde. Disney hatte vor dem Start von ABCNews.com auch eine Minderheitsbeteiligung an Starwave gekauft und wird das Unternehmen später vollständig kaufen.
Die Website hatte zunächst ein engagiertes Personal von etwa 30 Mitarbeitern. Zusätzlich zu den Artikeln enthielt es kurze Videoclips und Audio von Anfang an, die mit der RealAudio- und RealVideo-Technologie geliefert wurden. Einige Inhalte waren auch über America Online verfügbar. Im Jahr 2011 kündigten ABC News und Yahoo News eine strategische Partnerschaft an, um die Online-Berichterstattung von ABC auf der Website von Yahoo zu teilen; der Deal wurde 2015 um die Disney/ABC Television Group erweitert.
Im Jahr 2018 beendeten ABC News und insbesondere Good Morning America die Hosting-Partnerschaft mit Yahoo und entschieden sich stattdessen dafür, separate Webpräsenzen fortzusetzen.

### ABC News Live
ABC News Live ist ein 24/7-Streaming-Video-Nachrichtenkanal für aktuelle Nachrichten, Live-Events, Nachrichtensendungen und längere Berichte und Dokumentationen, der seit 2018 von ABC News betrieben wird. Der Kanal ist über Roku, Hulu, YouTube TV, Sling TV, Pluto TV, Xumo, FuboTV und die anderen Streaming-Plattformen der Nachrichtenabteilung verfügbar. Der Dienst steht unter der Leitung von Justin Dial, Vize-Präsident des Streaming Kontents, Seniboye Tienabeso, Geschäftsführer von ABC News Live und Chandra Zeikel, leitender Produzent; genauso wie David T Hatcher und Eric Ortega.
Diese Einheit produziert:
- ABC News Live First, eine tägliche 4-stündige Live-Morgenshow, die von Diane Macedo von 9:00 bis 13:00 Uhr (EST) moderiert wird.
- ABC News Live, eine tägliche 3-stündige und 2-stündige Nachmittagsshow (EST), die von Kyra Phillips von 13:00 bis 16:00 Uhr moderiert und von Kayna Whitworth von 17:00 bis 19:00 Uhr moderiert wird.
- ABC News Live Prime, eine nächtliche 90-minütige Nachrichtensendung, die von Linsey Davis ab 19:00 Uhr (EST) (Februar 2020-heute) moderiert wird.[24]
- GMA3: What You Need To Know ist eine Wochentags-, einstündige Tagesnachrichtensendung auf ABC. Sie wurde im März 2020 als „Pandemic: What You Need To Know“ uraufgeführt, als vorübergehender Ersatz für die Talkshow Strahan, Sara and Keke, um über den Beginn der Coronavirus-Pandemie in den Vereinigten Staaten zu berichten. Seitdem wurde die Talkshow auf unbestimmte Zeit ersetzt.[25] Das Programm wird derzeit von Eva Pilgrim und DeMarco Morgan moderiert und von ABC News Chief Medical Korrespondentin Jennifer Ashton unterstützt.[26]

### Ehemalige Sendungen

#### Satellite News Channel
Satellite News Channel war ein Joint Venture zwischen ABC News und Group W, das am 21. Juni 1982 als satellitengestütztes Kabelfernsehnetz gestartet wurde. SNC verwendete Aufnahmen von ABC News und sieben in Washington D.C. ansässigen Crews und Geschichten aus anderen Global-Area Netzwerken, um alle 20 Minuten eine rotierende Nachrichtensendung bereitzustellen. Dieser Kanal hatte jedoch Schwierigkeiten, die Freigabe von Kabelsystemen zu erhalten, so dass ABC News und Group W beschlossen, ihn an seinen Konkurrenten CNN (eine Tochtergesellschaft von Time Warners Turner Broadcasting System) zu verkaufen. CNN stellte den Betrieb von Satellite News Channel am 27. Oktober 1983 ein. SNC wurde auf den meisten Kabelsystemen entweder durch CNN oder CNN2 ersetzt.

#### ABC News Now
ABC News Now war ein 24-Stunden-Kabelnachrichtennetzwerk, das am 26. Juli 2004 als digitaler Unterkanal von ABC News gestartet wurde und der zweite Versuch des Unternehmens in der 24-Stunden-Kabelnachrichtenwelt nach Satellite News Channel war. Es wurde über digitales Fernsehen, Breitband und Streaming-Video auf ABCNews.com und auf Mobiltelefonen angeboten. Es lieferte aktuelle Nachrichten, Schlagzeilen jede halbe Stunde und eine breite Palette von Unterhaltungs- und Lifestyle-Programmen. Der Kanal war in den Vereinigten Staaten und Europa verfügbar. Die Talk Back-Funktion ermöglichte es den Zuschauern, ihren Beitrag zu äußern, indem sie Videos und persönliche Gedanken zu kontroversen Themen und aktuellen Themen einreichten. Es wurde als digitaler Unterkanal geschlossen, nachdem seine experimentelle Phase mit der Amtseinführung des Präsidenten im Jahr 2005 beendet war. ABC News Now wurde am 28. Oktober 2013 bei Kabelanbietern durch Fusion TV ersetzt.

#### Fusion
Fusion war ein digitales Kabel- und Satellitennetzwerk im Besitz und betrieben von Fusion Media Group, LLC, einem Joint Venture zwischen ABC News und Univision Communications. ABC und Univision kündigten offiziell ihre Einführung am 2. Mai 2012 an. Fusion wurde am 28. Oktober 2013 ins Leben gerufen und bietet eine Mischung aus traditionellen Nachrichten und investigativen Programmen sowie satirischen Inhalten, die sich an englischsprachige hispanische und lateinamerikanische Erwachsene zwischen 18 und 34 Jahren richten. Das Netzwerk ersetzte ABC News Now, einen hauptsächlich Streaming-Dienst für ABC News-Inhalte. Im Dezember 2015 wurde berichtet, dass Disney in Gesprächen war, um seine Beteiligung an Fusion an Univision zu verkaufen. Die Spaltung war am 21. April 2016 abgeschlossen; Univision allein würde Fusion bis zum 31. Dezember 2021 weiter betreiben, als das Netzwerk schloss.

## Personal

### Aktuelle Fernsehmoderatoren, Korrespondenten und Reporter
New York (Hauptquartier)
- Mona Kosar Abdi – Korrespondentin (2019–heute)
- Dan Abrams – Chef-Rechtsanalyst (2011–heute)
- Rhiannon Ally – Co-Moderatorin bei World News Now and America This Morning; Korrespondentin (2022–heute)
- Jennifer Ashton – Co-Moderatorin, GMA3: What You Need to Know (2023–heute); Chefredakteurin für Gesundheit und Medizin & Chefkorrespondentin für Medizin (2012–heute)
- Trevor Ault – Korrespondent (2019–heute)
- Jim Avila – Leitender nationaler Korrespondent (2000–heute)
- Joy Behar – Co-Moderatorin, The View (1997–2013, 2015–heute)
- Gio Benitez – Co-Moderator; Good Morning America: Weekend Edition (2023–heute); Transportation Correspondent (2013–heute)
- Juju Chang – Co-Moderatorin, Nightline (1996–heute)
- Alexis Christoforous – Geschäftskorrespondentin (2022–heute)
- Linsey Davis – Moderatorin, ABC News Live Prime; Moderator, World News Tonight Sunday (2007–heute)
- Derricke Dennis – Mitarbeiterkorrespondent (2019–heute)
- Andrew Dymburt – Co-Moderator, World News Now and America This Morning; Correspondent (2020–heute)
- Andrea Fujii – Teilzeit-Korrespondentin, World News Now and America This Morning (2019–heute)
- Will Ganss – Multiplattform-Reporter (2019–heute)
- Whoopi Goldberg – Co-Moderator, The View (2007–heute)
- Alyssa Farah Griffin – Co-Moderatorin, The View (2022–heute)
- Sara Haines – Co-Moderatorin, The View; Correspondent (2013–heute)
- Sunny Hostin – Co-Moderatorin, The View; Senior Legal Correspondent (2016–heute)
- Rebecca Jarvis – Chefkorrespondentin für Wirtschaft, Technologie und Ökonomie (2013–heute)
- Whit Johnson – Co-Moderator, Good Morning America: Weekend Edition; Moderator, World News Tonight Saturday (2018–heute)
- Zachary Kiesch – Korrespondent (2018–heute)
- CeFaan Kim – Korrespondent (2021–heute) / Korrespondent, WABC-TV
- Phil Lipof – Korrespondent (2021–heute)
- Diane Macedo – Moderatorin, ABC News Live Update; Korrespondent (2016–heute)
- Rob Marciano – Wettermoderator, World News Tonight; Leitender Meteorologe (2014–heute)
- DeMarco Morgan – Co-Moderator, GMA3: What You Need to Know (2023–heute); Korrespondent (2022–heute)
- David Muir – Moderator und leitender Redakteur, World News Tonight (2016–present); Co-Moderator, 20/20 (2011–heute)
- Ana Navarro – Co-Moderatorin, The View (2022–heute); Politischer Kommentator (2014–heute)
- Danny New – Multi-Plattform-Reporter (2023–heute)
- Janai Norman – Co-Moderatorin, Good Morning America: Weekend Edition (2022–heute); Korrespondent (2011–heute)
- Eva Pilgrim – Co-Moderatorin, GMA3: What You Need to Know (2023–heute); Correspondent (2015–heute)
- Byron Pitts – Co-Moderator, Nightline; Chef Korrespondent auf nationaler Ebene (2013–heute)
- John Quiñones – Moderator, What Would You Do? (1982–heute)
- Stephanie Ramos – Korrespondent (2015–heute)
- Will Reeve – Korrespondent (2018–heute)
- Erielle Reshef – Korrespondentin (2017–heute)
- Deborah Roberts – Beitragende Moderatorin, 20/20; Leitende Korrespondentin für nationale Angelegenheiten (1995–heute)
- Robin Roberts – Co-Moderator, Good Morning America (2005–heute); Moderator, The Year (2002–heute)
- Reena Roy – Multi-Plattform-Reporterin (2020–heute)
- Diane Sawyer – Co-Moderatorin, Good Morning America (1999–2009); Moderator (1989–2014)
- Lara Spencer – Co-Moderatorin, Good Morning America (1999–2004; 2011–heute)
- George Stephanopoulos – Co-Moderator, Good Morning America (2009–heute); Moderator, This Week (1999–heute)
- Michael Strahan – Co-Moderator, Good Morning America (2014–heute)
- Megan Tevrizian – Part-Time Correspondent
- Somara Theodore – Wetter Moderatorin, Good Morning America: Weekend Edition; Meteorologin (2023–heute)
- Bob Woodruff – Korrespondent für Militärisches (1996–heute)
- Ginger Zee – Wetter Moderatorin, Good Morning America (2013–heute) and World News Tonight; Meteorologische Leitung; Meteorologin (2011–heute)

Washington, D.C.
- Faith Abubey – Multi-Plattform-Reporterin (2020–heute)
- Mary Bruce – Leitende Korrespondentin des weißen Hauses (2006–heute)
- John Donvan – Washington Korrespondent (1982–1985; 1988–heute)
- Devin Dwyer – Leitender Washington Korrespondent (2007–heute)
- Ike Ejiochi – Multi-Plattform-Reporterin (2021–heute)
- Justin Finch – Multi-Plattform-Reporterin (2022–heute)
- Averi Harper – Stellvertretende politische Direktorin
- Jonathan Karl – Co-Moderator, This Week; Chief Washington Correspondent (2003–heute)
- Rick Klein – Politischer Direktor(2007–heute)
- Lionel Moise – Multi-Plattform-Reporterin (2021–heute)
- Terry Moran – Moderator, ABC News Live Update; Senior National Correspondent (1997–heute)
- Kenneth Moton – Korrespondent (2015–heute)
- Em Nguyen – Multi-Plattform-Reporterin (2021–heute)
- MaryAlice Parks – Korrespondentin des weißen Hauses (2013–heute)
- Kyra Phillips – Moderatorin, ABC News Live First; Correspondent (2018–heute)
- Alex Presha – Korrespondent (2020–heute)
- Martha Raddatz – Co-Moderatorin, This Week; Chief Global Affairs Correspondent (1999–heute)
- Elizabeth Schulze – Multi-Plattform Reporterin (2020–heute)
- Rachel Scott – Leitende Kongresskorrespondentin (2016–heute)
- Pierre Thomas – Leitender Korrespondent der Justiz (2000–heute)
- Karen Travers – Korrespondentin des weißen Hauses (2021–heute)
- Lindsay Watts – Multi-Plattform-Reporterin (2023–heute)
- Jen Newman – Produzent, ABC’s Start Here

Atlanta
- Elwyn Lopez – Korrespondentin (2020–heute)
- Steve Osunsami – Leitender nationaler Korrespondent (1997–heute)

Chicago
- Alex Perez – Korrespondent (2012–heute)

Dallas
- Marcus Moore – Korrespondent (2017–heute)
- Kevin Reece – Reporter für WFAA und Korrespondent
- Mireya Villarreal – Korrespondentin

Los Angeles
- Melissa Adan – Korrespondent (2023–heute)
- Will Carr – Korrespondent (2018–heute)
- Matt Gutman – Leitender nationaler Korrespondent (2008–heute)
- Morgan Norwood – Multi-Plattform-Reporter (2021–heute)
- Zohreen Shah – Multi-Plattform-Reporterin
- Kayna Whitworth – Korrespondentin (2015–heute)

London
- Tom Soufi Burridge – Auslandskorrespondent (2022–heute)
- Lama Hasan – Auslandskorrespondent
- James Longman – Auslandskorrespondent (2017–heute)
- Julia Macfarlane – Multi-Plattform-Reporterin
- Ian Pannell – Leitender Auslandskorrespondent (2017–heute)
- Maggie Rulli – Auslandskorrespondentin (2016–heute)

Miami
- Victor Oquendo – Korrespondent (2017–heute)

Paris
- Ines de La Cuetara – Multi-Plattform-Reporterin

San Francisco
- Becky Worley – Verbraucherkorrespondentin; Technologie-Mitarbeiterin (2005–heute)

Auckland
- Bree Tomasel – Sprachreporter (2023–heute)
- Ella Shepherd – Sprachreporterin (2023–heute)
- Estelle Clifford – Sprachreporterin (2023–heute)
- Hayley Sproull – Sprachreporterin (2023–heute)
- Meg Wyatt – Sprachreporterin (2023–heute)
- Megan Papas – Sprachreporterin (2023–heute)

Current ABC News Radio personnel
- Michelle Franzen – Mittagsmoderatorin
- Aaron Katersky – Korrespondent (2004–heute)
- Brad Mielke – Korrespondent, ABC News Radio; Host, Start Here podcast
- Jason Nathanson – Unterhaltungskorrespondent, ABC News Radio (2011–heute)
- Cheri Preston – Moderator/Korrespondent aus New York, ABC News Radio
- Mark Remillard – Moderator/Korrespondent aus New York, ABC News Radio
- Tom Rivers – In London ansässiger Auslandskorrespondent, ABC News Radio
- Jim Ryan – In Dallas ansässiger Auslandskorrespondent, ABC News Radio
- Alex Stone – In Los Angeles und Phoenix ansässiger Auslandskorrespondent, ABC News Radio (2004–heute)

Contributors
- Chris Connelly – Autor, Good Morning America and 20/20 (2001–heute)
- Darrell Blocker, the „Spy Whisperer“ – Autor (2019–heute)
- Howard Bragman – Autor (2010–heute)
- Chris Christie – Autor (2018–heute)
- Nate Silver – Sonderkorrespondent; Gründer und Chefredakteur von FiveThirtyEight
- Darien Sutton – Autor für Medizinisches (2020–heute)

In Australien sendet Sky News Australia tägliche Sendungen von ABC World News Tonight (um 10:30 Uhr) und Nightline (um 1:30 Uhr) sowie wöchentliche Sendungen von 20/20 (mittwochs um 13:30 Uhr, mit einer erweiterten Version sonntags um 14:00 Uhr) und gelegentlich Primetime (donnerstags um 13:30 Uhr, mit erweiterter Ausgabe um 14:00 Uhr am Samstag). Zufälligerweise betreibt der öffentlich-rechtliche Rundfunk dieses Landes, die Australian Broadcasting Corporation, eine nicht verwandte Nachrichtenabteilung, die auch ABC News genannt wird. Die USA ABC News unterhält eine Vereinbarung über die gemeinsame Nutzung von Inhalten mit dem Nine Network, das GMA auch am frühen Morgen vor seinem eigenen Frühstücksprogramm im Inland sendet.
In Neuseeland wurde ABC World News täglich um 17:10 Uhr und wieder um 23:35 Uhr ausgestrahlt. Wie bei der BBC in Großbritannien strahlte TVNZ 7 (im Besitz von Television New Zealand) das Programm werbefrei aus, bis der Kanal am 30. Juni 2012 seinen Betrieb einstellte.